# Aristide Théodoridès
Aristide Théodoridès, né le  30 juin 1911 à Westende et mort le 4 février 1994 à Uccle, est un égyptologue belge.

## Biographie
Il étudie à l'Université libre de Bruxelles, où il obtient en 1937 une licence d'histoire, en 1938 une de philosophie et en 1939 une d'études orientales. Il devient ensuite enseignant. Sous l'influence de Jacques Pirenne, il s'oriente vers l'égyptologie qu'il étudie à Paris. En 1958, il obtient son doctorat à Bruxelles avec une thèse sur la chronologie de la stèle législative de Karnak. À partir de 1963, il enseigne à l'Université libre de Bruxelles, en 1966 il est nommé professeur et en 1981 il prend sa retraite. De 1978 jusqu'à sa mort, il a été coéditeur de la Revue internationale des droits de l'Antiquité.
Sa spécialité était le droit égyptien antique.